# Cristiano Stockler das Neves
Cristiano Stockler das Neves (Casa Branca, 11 de março de 1889 — São Paulo, 8 de março de 1982) foi um arquiteto e político brasileiro.
Foi prefeito de São Paulo, de 15 de março a 28 de agosto de 1947.
Fundou a Faculdade de Arquitetura e Urbanismo da Universidade Presbiteriana Mackenzie, a mais antiga de São Paulo.

## Projetos notáveis
Projetou diversos edifícios na cidade de São Paulo, entre os quais se destacam a Estação Júlio Prestes, o Museu de Zoologia da USP e o Edifício Sampaio Moreira. No Rio de Janeiro foi responsável pelo projeto do Palácio Duque de Caxias, antiga sede do Ministério da Guerra e atualmente utilizado pelo Comando Militar do Leste, inaugurado em 28 de agosto de 1941, assim como assina o projeto do Edifício Lellis, o mais antigo prédio residencial da Avenida Atlântica, junto à Praia de Copacabana.

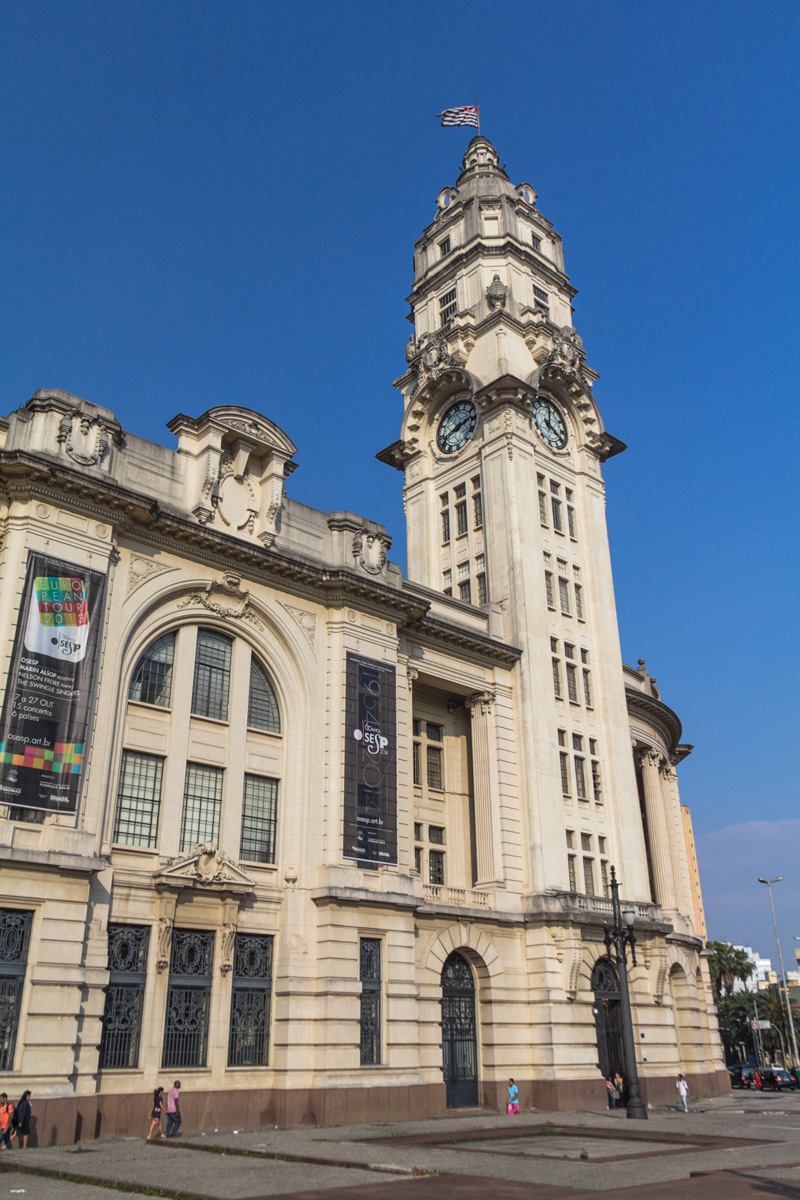
Estação Júlio Prestes
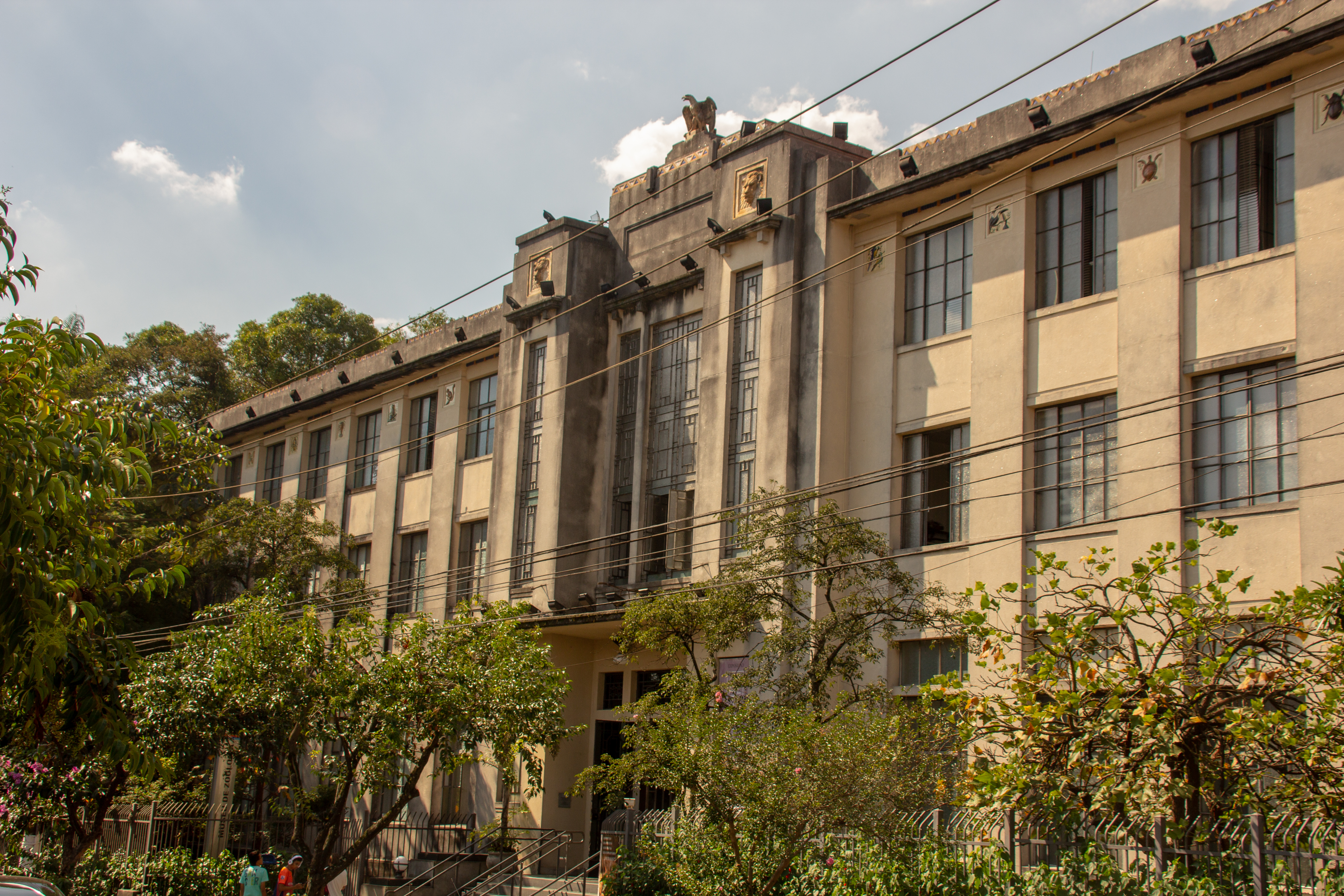
Museu de Zoologia da Universidade de São Paulo
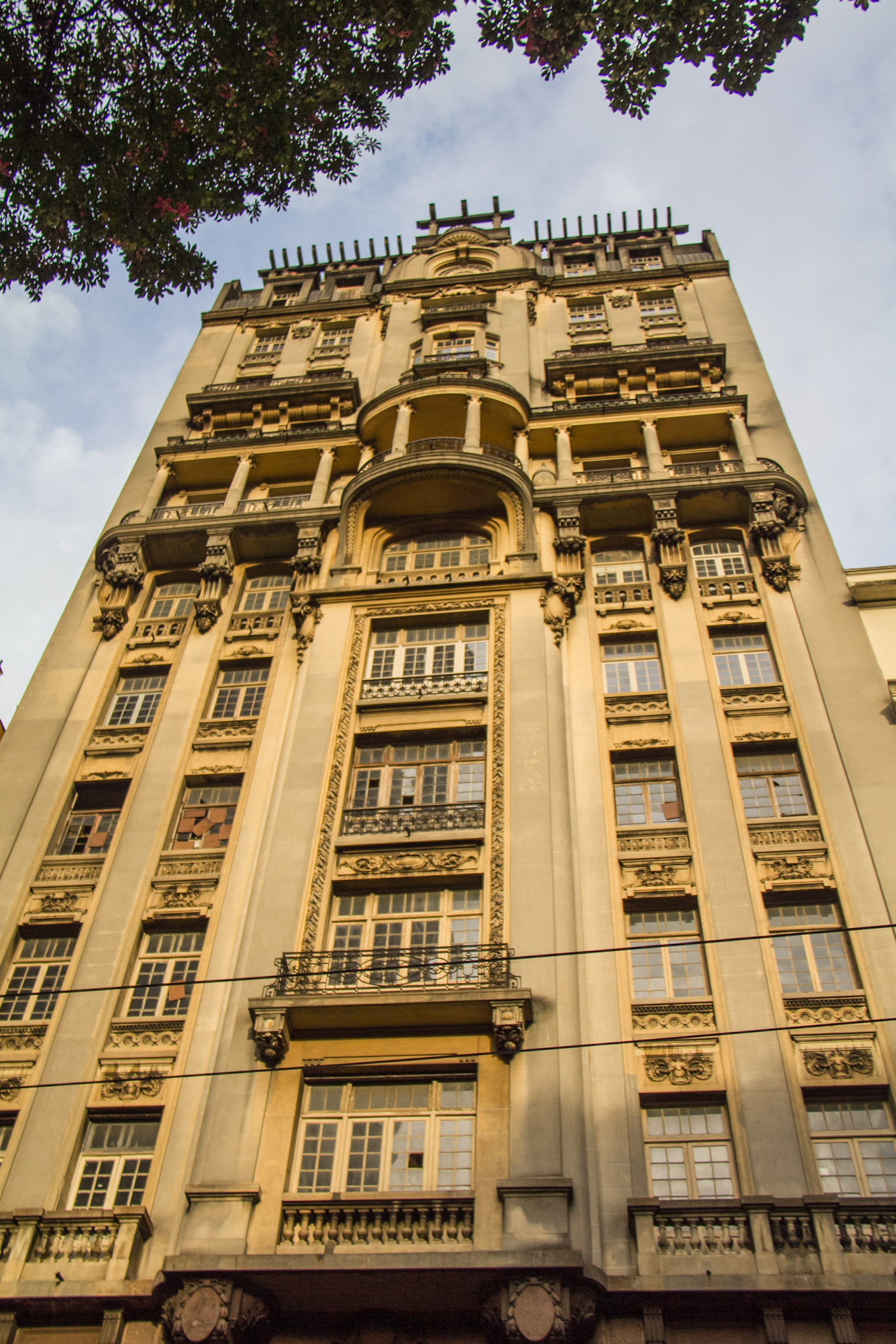
Edifício Sampaio Moreira
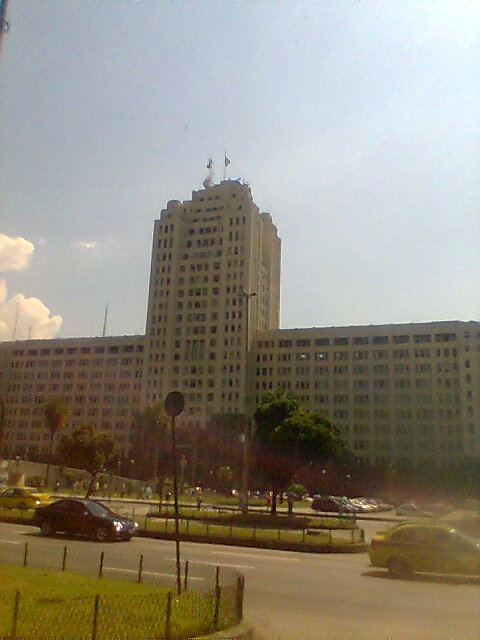
Palácio Duque de Caxias

## Vida pessoal
A família Stockler é de origem teuto-portuguesa.